# Taiji
Este artículo se refiere al principio generador del universo según la filosofía China. Para otras definiciones véase Taichí
El taiji o en sinogramas: 太極 , es el principio generador de todas las cosas según la filosofía china tradicional. De él surgen el yin y el yang. Con frecuencia considerado como equivalente del Tao, a veces se asocia al concepto del wuji.
Es citado por primera vez en el Zhuang Zi y también aparece en el I Ching. Se encuentra tanto en el taoísmo como en el confucianismo.

## Traducción e interpretación
El término taiji se podría traducir como "gran extremo", "gran polaridad", "gran división". Tai significa grande mientras que ji significa polo o extremidad, aunque originariamente hacía referencia a la viga principal que sostiene el armazón de un tejado. En chino antiguo también hacía referencia a la Estrella Polar.
Si bien admite interpretaciones diversas, la mayor parte de ellas se basan en la siguiente frase del Yijing Jicizhuan (易經繫辭傳, Yìjīng Jìcízhuàn), comentario del Yijing : «Las mutaciones tienen un gran extremo, del que nacen los dos aspectos (el yin y el yang), de los que a su vez nacen cuatro figuras, de las que a su vez nacen los ocho trigramas que determinan lo favorable y lo desfavorable, y de las que nacen los acontecimientos humanos».

## Representación gráfica
El símbolo que normalmente llamamos "taiji", "yin y yang" o "el símbolo del taoísmo", se denomina en chino taijitu, "el diagrama del taiji", y no siempre se ha dibujado de la misma forma sino que ha tenido muchas variantes. Por contraposición, para representar el wuji se utiliza un círculo completamente blanco, representando un momento indiferenciado de las fuerzas del universo. Sin embargo, otras tradiciones utilizan este círculo blanco para representar el taiji, puesto que es un estadio anterior a la división en yin y yang, y afirman que el wuji no admite representación posible pues simboliza la nada anterior al surgimiento del universo.

## Influencia cultural
La filosofía que encierra el taiji ha tenido una gran influencia en las culturas del este de Asia desde su surgimiento (véase yin y yang). Por ejemplo de él toma su nombre el arte marcial taijiquan, que sigue sus principios y que de hecho se suele llamar abreviadamente, también en China, simplemente taiji.